# Rozprza (gmina)
Pour les articles homonymes, voir Rozprza.
Rozprza est une gmina rurale (gmina wiejska) du powiat de Piotrków, dans la Voïvodie de Łódź, dans le centre de la Pologne.
Son siège administratif (chef-lieu) est le village de Rozprza, qui se situe environ 12 kilomètres (km) au sud de Piotrków Trybunalski (siège du powiat) et 55 kilomètres au sud de la capitale régionale Łódź (capitale de la voïvodie).
La gmina couvre une superficie de 162,5 km2 pour une population de 12 039 habitants en 2006.

## Géographie

Position de la gmina dans le powiat

La gmina inclut les villages de:
- Adolfinów
- Bagno
- Bazar
- Biała Róża
- Białocin
- Bogumiłów
- Bryszki
- Budy
- Budy Porajskie
- Cekanów
- Cieślin, Dzięciary
- Gieski, Ignaców
- Janówka
- Kęszyn
- Kisiele
- Łazy Duże
- Łochyńsko
- Longinówka
- Lubień
- Magdalenka
- Mierzyn
- Mierzyn-Kolonia
- Milejów
- Milejowiec
- Nowa Wieś
- Nowa Wola Niechcicka
- Pieńki
- Rajsko Duże
- Rajsko Małe
- Romanówka
- Rozprza
- Stara Wieś
- Stara Wola Niechcicka
- Stefanówka
- Straszów
- Straszówek
- Świerczyńsko
- Truszczanek
- Wroników
- Zmożna Wola

### Gminy voisines
La gmina de Rozprza est voisine de:

la ville de :
- Piotrków Trybunalski

et les gminy de:
- Gorzkowice
- Kamieńsk
- Łęki Szlacheckie
- Ręczno, Sulejów
- Wola Krzysztoporska.

## Administration
De 1975 à 1998, la gmina était attachée administrativement à l'ancienne voïvodie de Piotrków.
Depuis 1999, elle fait partie de la nouvelle voïvodie de Łódź.

## Structure du terrain
D'après les données de 2007, la superficie de la commune de Rozprza est de 162,5 kilomètres carrés, répartis comme telle :
- terres agricoles : 67 %
- forêts : 26 %

La commune représente 11,41 % de la superficie du powiat.

## Démographie
Données du 31 décembre 2007 :
| Description               | Total  | Total | Femmes | Femmes | Hommes | Hommes |
| ------------------------- | ------ | ----- | ------ | ------ | ------ | ------ |
| Unité                     | Nombre | %     | Nombre | %      | Nombre | %      |
| Population                | 12 092 | 100   | 6 214  | 51,39  | 5 878  | 48,61  |
| Population de 0 à 17 ans  | 2 205  | 18,24 | 1 055  | 8,72   | 1 150  | 9,51   |
| Population de 18 à 65 ans | 7 904  | 65,37 | 3 773  | 31,2   | 4 131  | 34,16  |
| Population de + 65 ans    | 1 983  | 16,4  | 1386   | 11,46  | 597    | 4,94   |